# 吡啶𬭩苦味酸盐
吡啶𬭩苦味酸盐是一种有机化合物，化学式为C11H8N4O7，它可由吡啶和苦味酸在甲醇中以1:1计量比反应制得。五苯基硼唑吡啶配合物和苦味酸反应，也能得到吡啶𬭩苦味酸盐。它和三氯氧磷在苯中回流，可以得到苦基氯；它和二乙氨基三氟化硫反应，可以得到苦基氟。